# Bârsău, Hunedoara
Bârsău este un sat în comuna Hărău din județul Hunedoara, Transilvania, România.

## Istoric
Satul Bârsău a avut de-a lungul timpului mai multe denumiri, astfel: în
1440 - Bereczo , Beregzo; în 1750 Berekzo; în 1850 Birszo. 

## Lăcaș de cult
Monument reprezentativ pentru arhitectura românească din Transilvania din sec.XVI, biserica din Bârsău a fost ctitorită înainte de 1563 de Maria Ocarovici și fiica sa Elena, soția lui Petru Voda Șchiopu. De plan dreptunghiular, cu absida poligonală cu 4 laturi și turn-clopotniță pe vest adăugat în sec.XIX. Boltire de tradiție gotică. Picturile murale originale au fost acoperite cu var.

### Biserica „Sf. Nicolae”
Situat în coasta sudică a munților Zarand, satul Bârsău ajunge în anul 1440 în posesiunea lui Iancu de Hunedoara, împreună cu alte localități din zonă. Biserica ortodoxă, ridicată în a doua jumătate a secolului al XV-lea, sub influența arhitecturii gotice, are un plan caracteristic zonei hunedoarene, adică naos și pronaos rectangulare și absida poligonală cu unghi în ax.Monumentul despre care s-a crezut ca a fost demolat la sfârșitul secolului al XIX-lea, se pastreaza azi în buna parte. Cei care l-au cercetat la sfârsitul secolului trecut au mai putut vedea pictura realizată în a doua jumătate a secolului al XVI-lea, cu ocazia restaurării edificiului de către Doamna Mara Ocarovic și fiica sa Elena, soția lui Petru cel Tânăr, voievodul țării Românești (1559-1568), cele două ctitore figurând în tabloul voti, ținând în mâini macheta bisericii și având alături o inscripție slavonă lămuritoare cu numele lor. Pe baza unor copii după pictura murală, făcute de Szinte G. în 1878, rezultă că programul iconografic, în special în absida altarului, este cel tradițional: pe bolta „Maria cu pruncul pe tron” între îngeri, iar pe pereți, în mai multe registre, apăreau „Împărtășania apostolilor”, frize de medalioane reprezentând sfinți în bust, precum și teoria sfinților ierarhi. Picturi murale se aflau de asemenea și în naos. Atât cât se poate aprecia după copiile păstrate, se poate spune că autorul picturilor murale de la Bârsău pare să fi fost un artist transilvănean, care cunoscuse experiența centrelor artistice din afara arcului carpatic, având în vedere nu numai comunitatea de ordin iconografic, ci și cea de ordin decorativ, cu pictura din Moldova și Țara Românească. Cei ce au văzut monumentul în secolul al XIX-lea, menționează că sub pictura din secolul XVI exista o frescă mai veche, probabil datând din secolul al XV-lea. Icoanele și ușile împărătești din biserică datează din anul 1770 și au fost pictate de stan din Rășinari. Pe icoanele împărătești, reprezentând pe „Maria cu Pruncul și Iisus Pantocrator”, apare data 1770 și semnătura”Stan Zugravu sin popii Radu”. Ușile împărătești reprezintă Bunavestire pictura fiind încadrată de o frumoasă sculptură în lemn de tradiție brâncovenească. Pictorul rășinean a activat în mai multe sate din zonă.

## Imagini

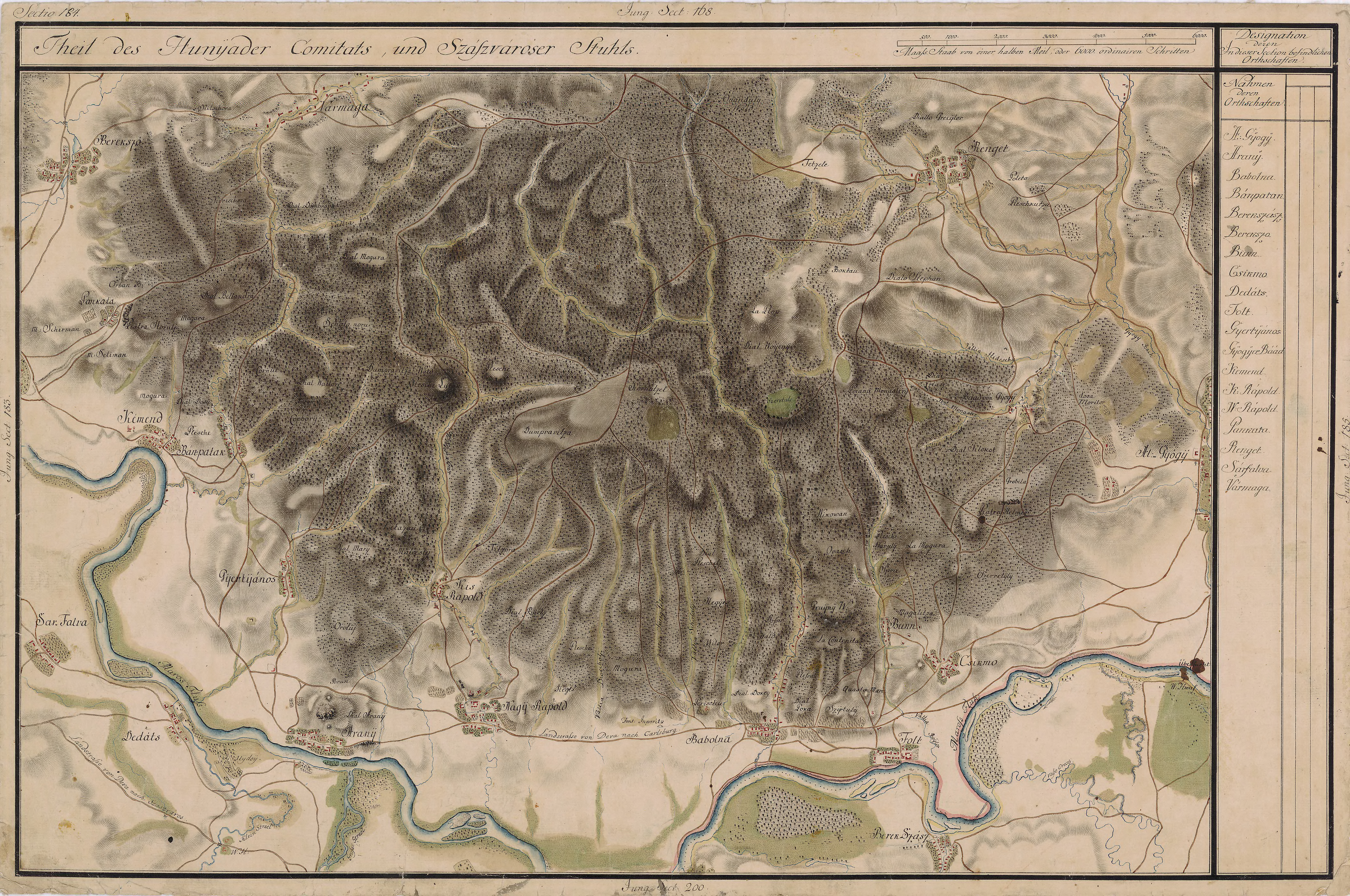
Bârsău în Harta Iosefină a Transilvaniei, 1769-1773
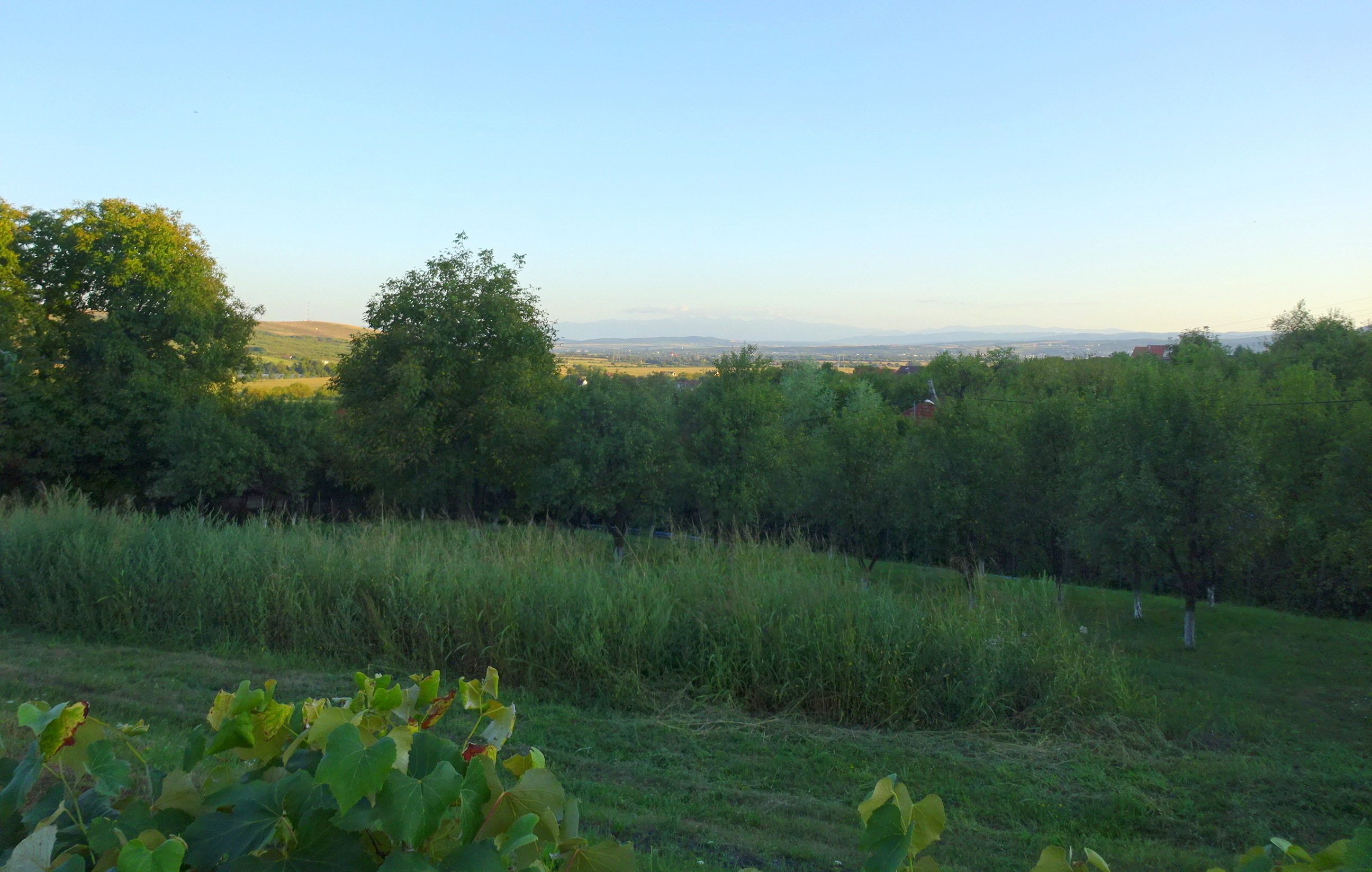
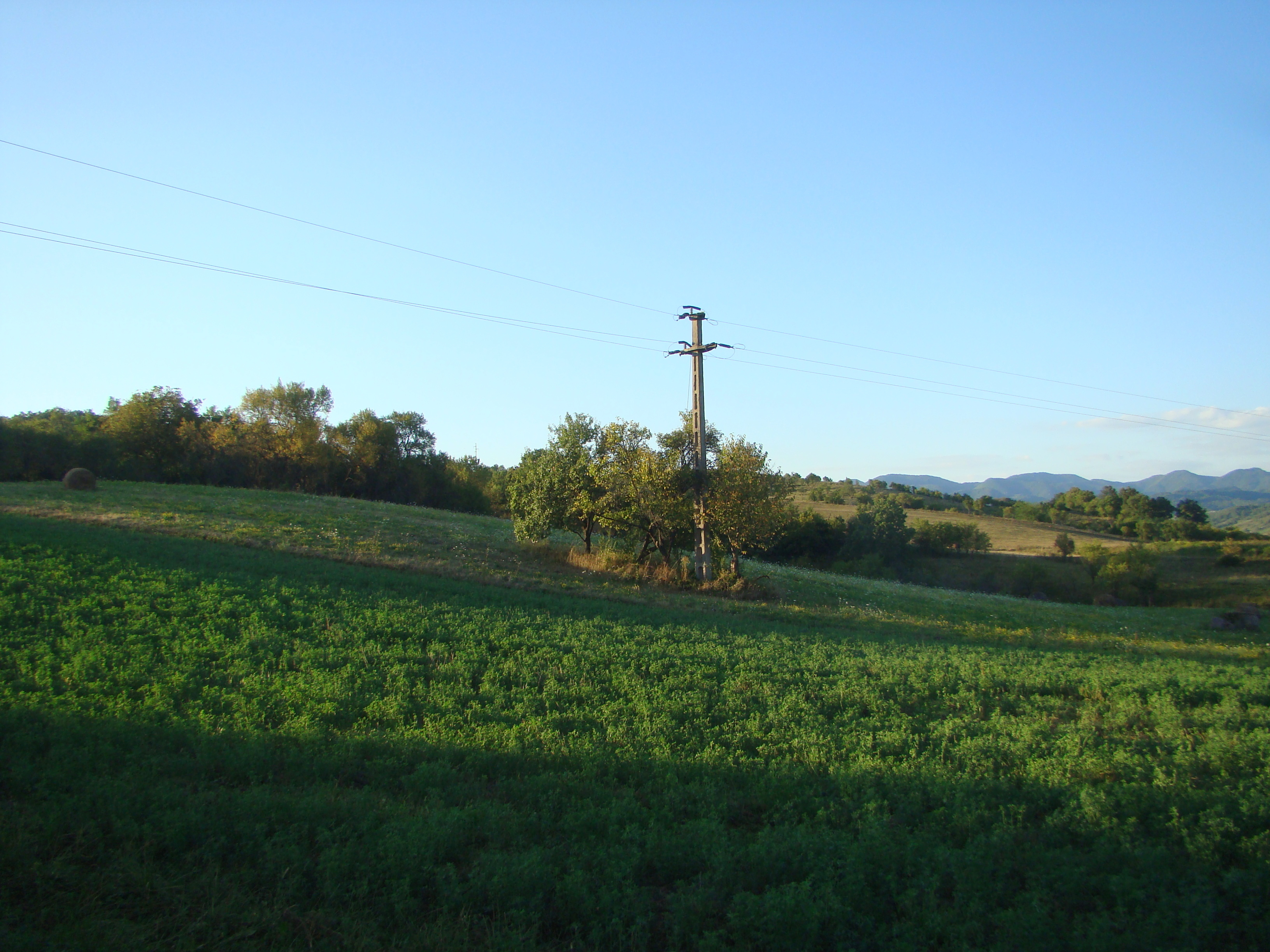
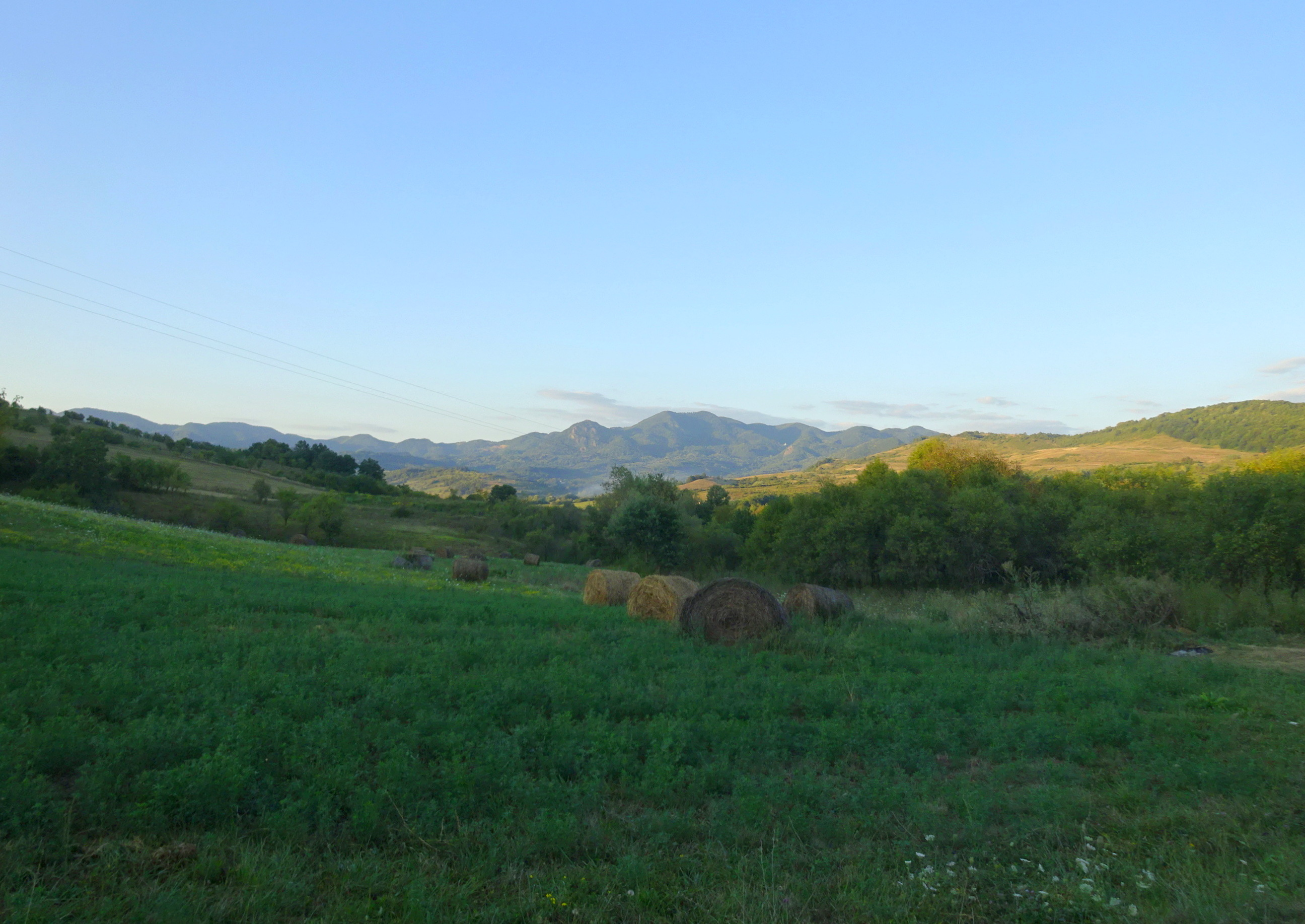
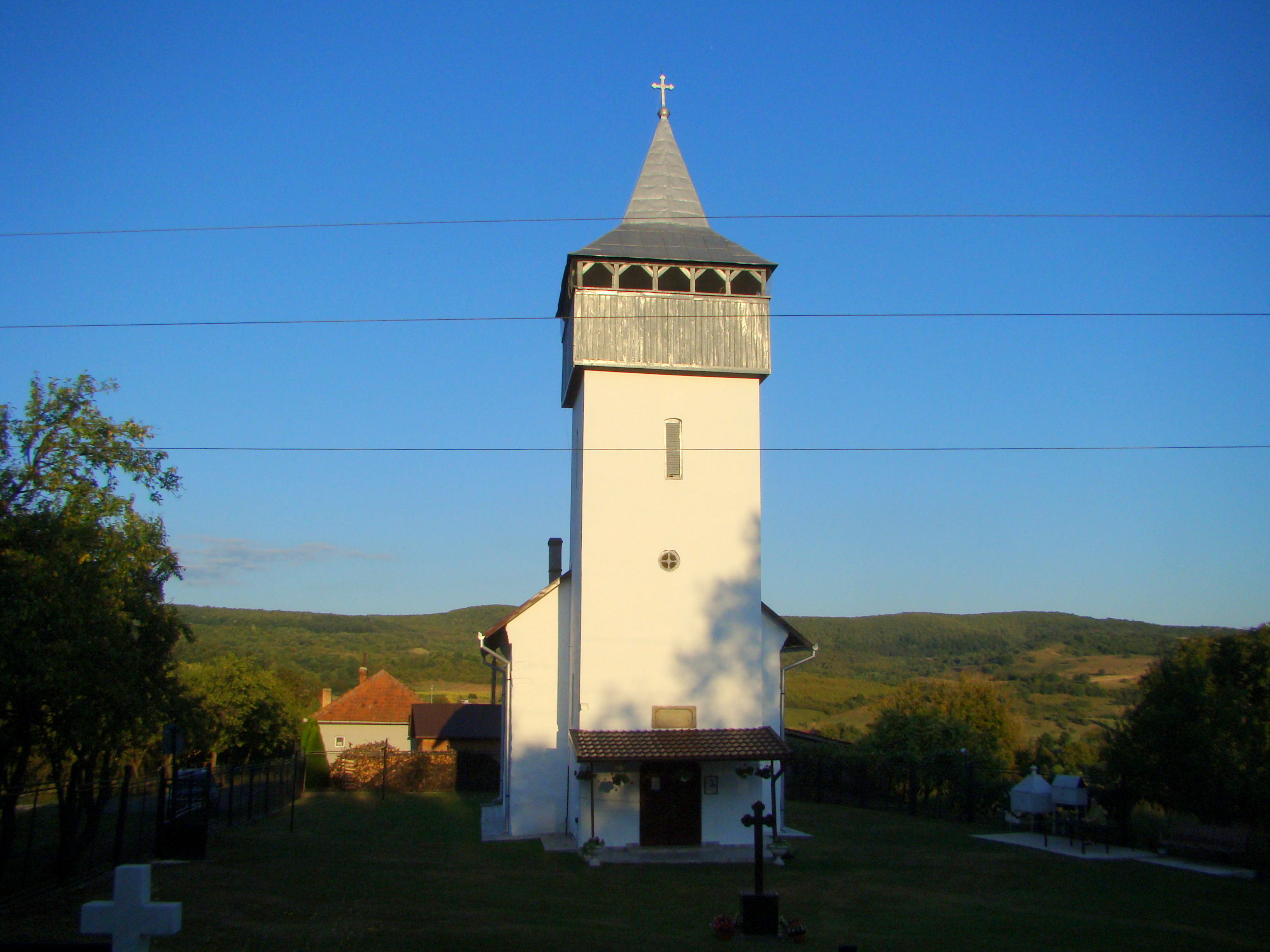
Biserica Sfântul Nicolae din Bârsău (monument istoric)
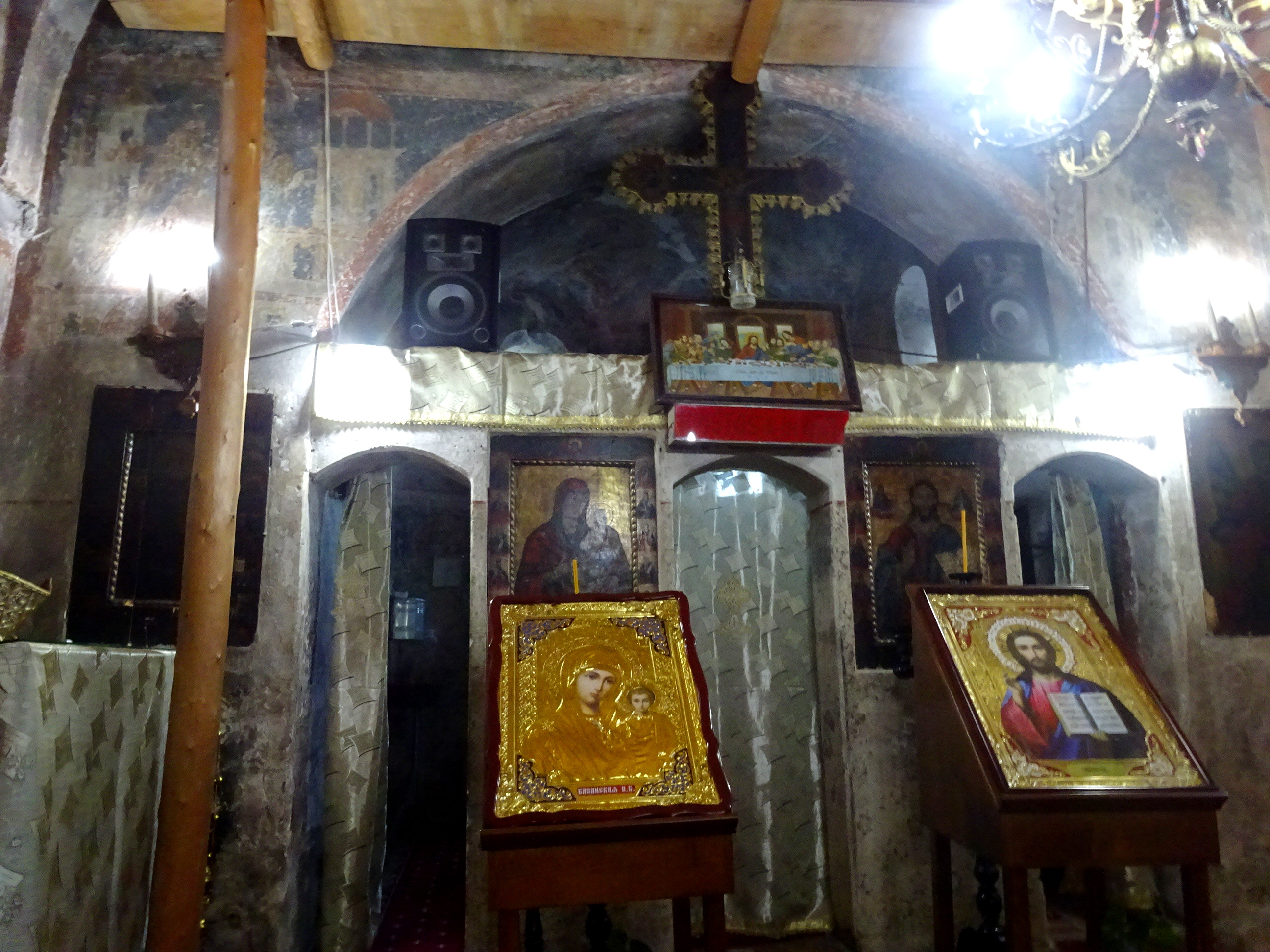
Biserica Sfântul Nicolae din Bârsău (monument istoric)
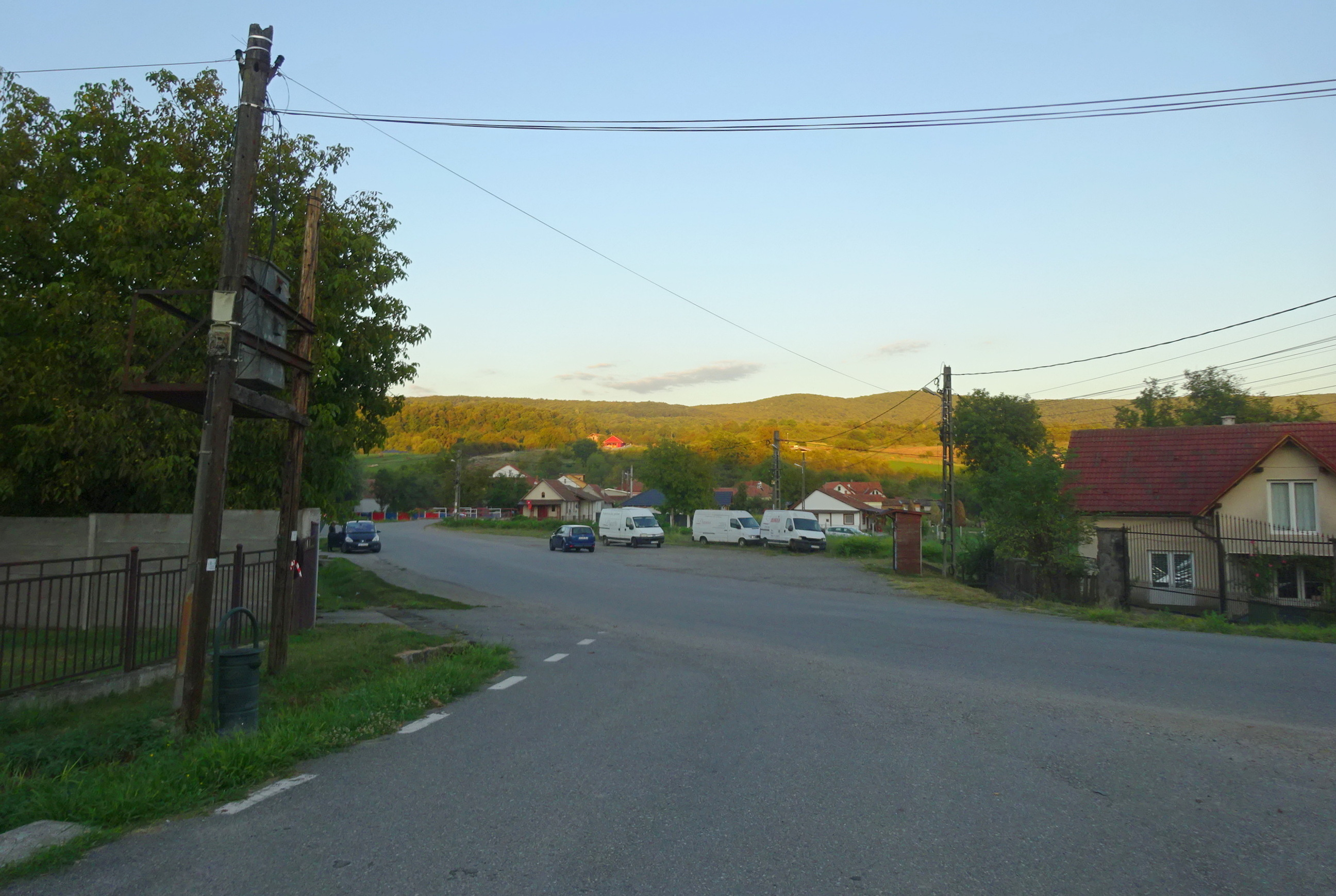
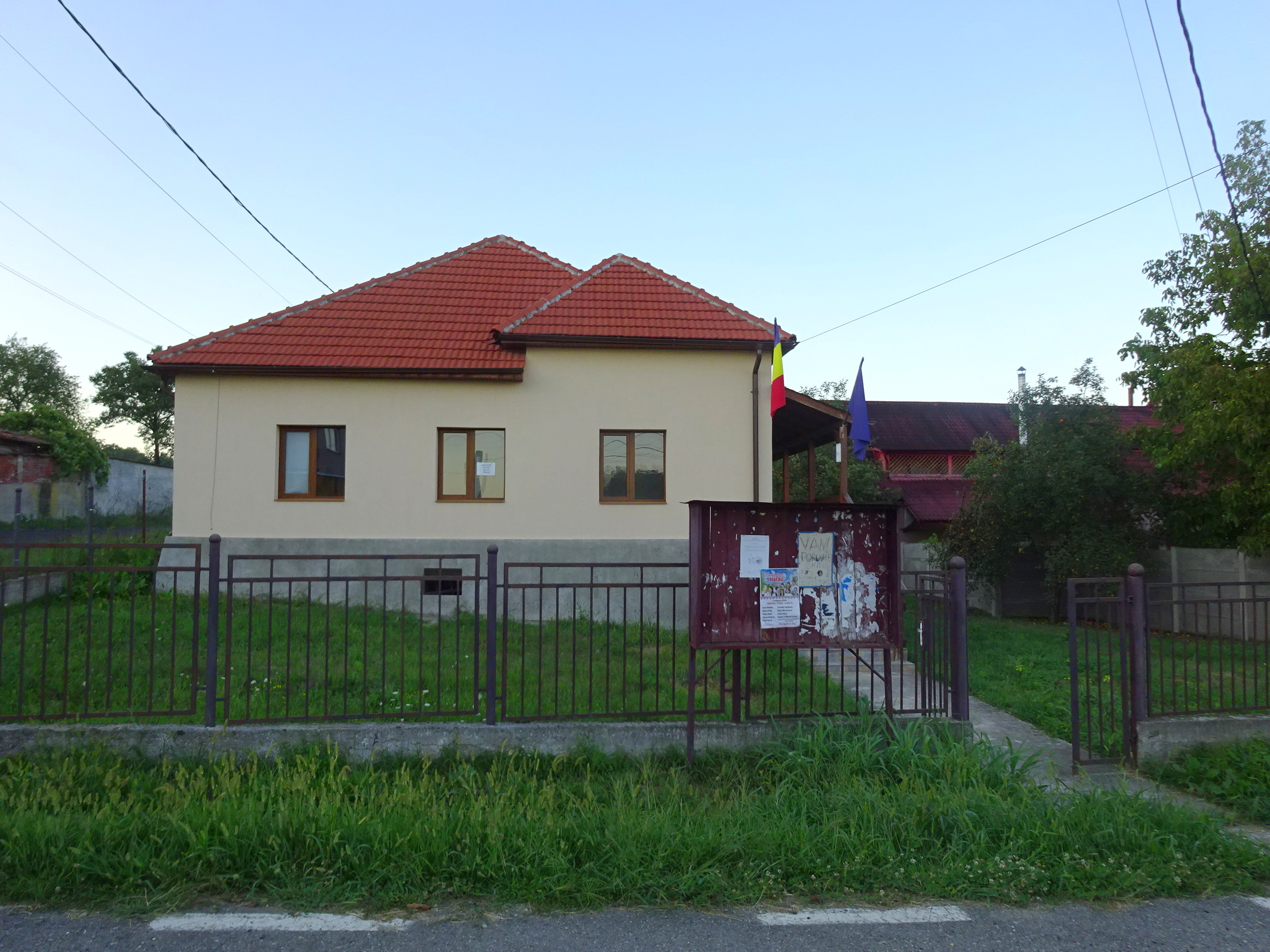
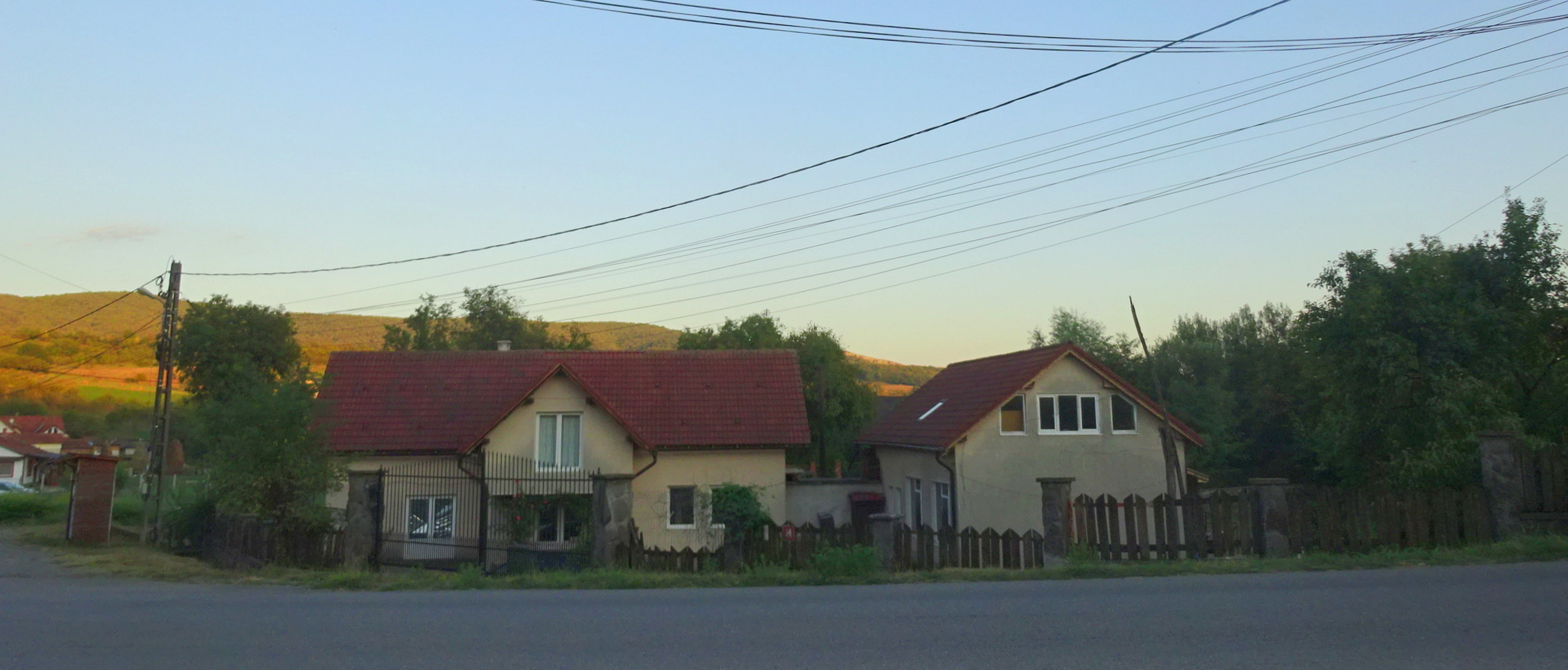